# Achern
Achern város Németországban, azon belül Baden-Württembergben. Lakosainak száma 26 664 fő (2023. december 31.). Achern Rheinau, Sasbach, Oberachern és Renchen községekkel határos.

## A városrészei
- Achern
- Fautenbach
- Gamshurst
- Großweier
- Mösbach
- Oberachern
- Önsbach
- Sasbachried
- Wagshurst

## Népesség
A település népessége az elmúlt években az alábbi módon változott:
| Lakosok száma | 16 942 | 19 497 | 20 546 | 20 566 | 20 346 | 22 470 | 23 911 | 24 969 | 24 618 | 26 664 |
|               | 1961   | 1968   | 1974   | 1981   | 1987   | 1994   | 2000   | 2007   | 2013   | 2023   |

## Képgaléria

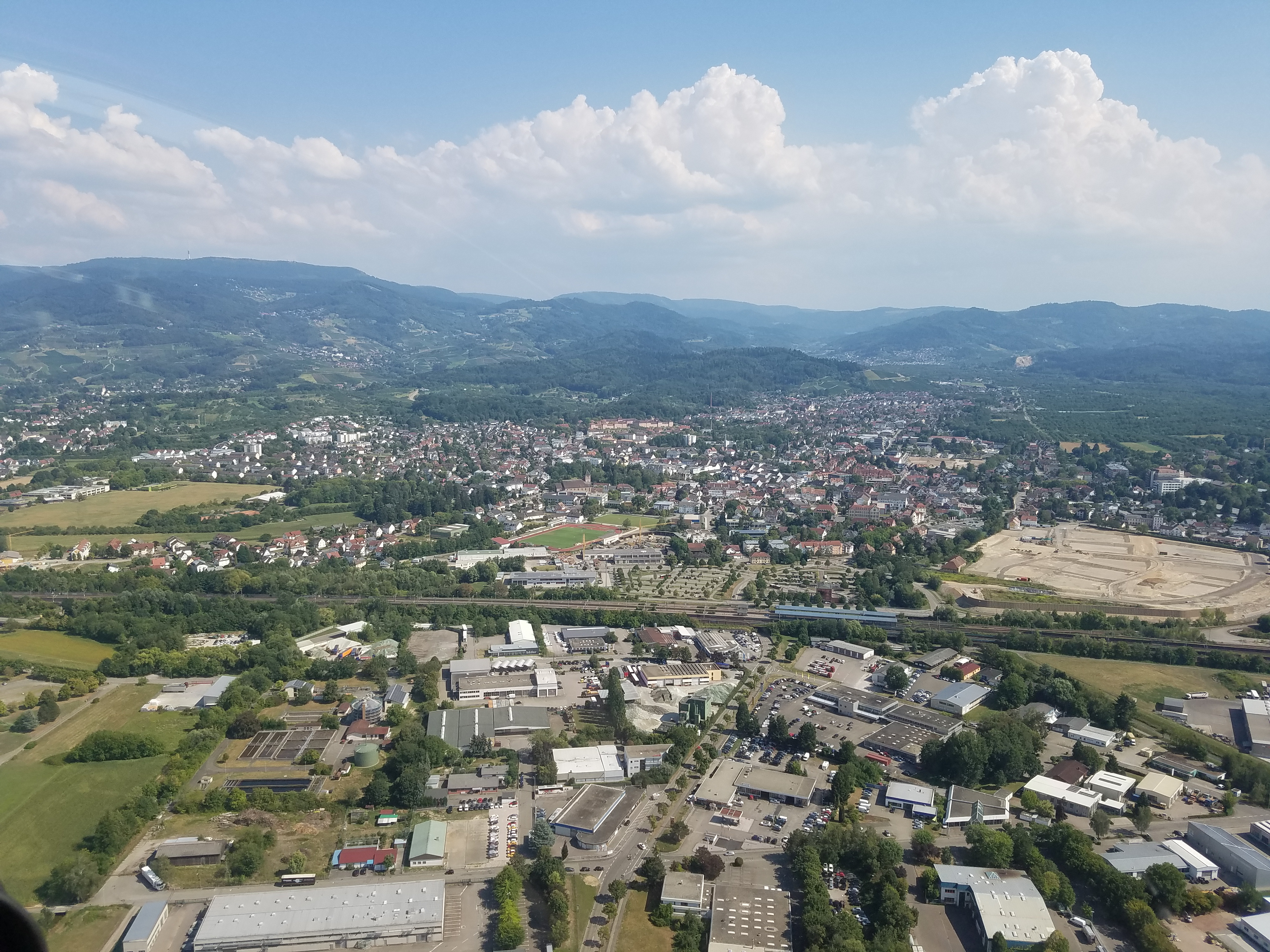
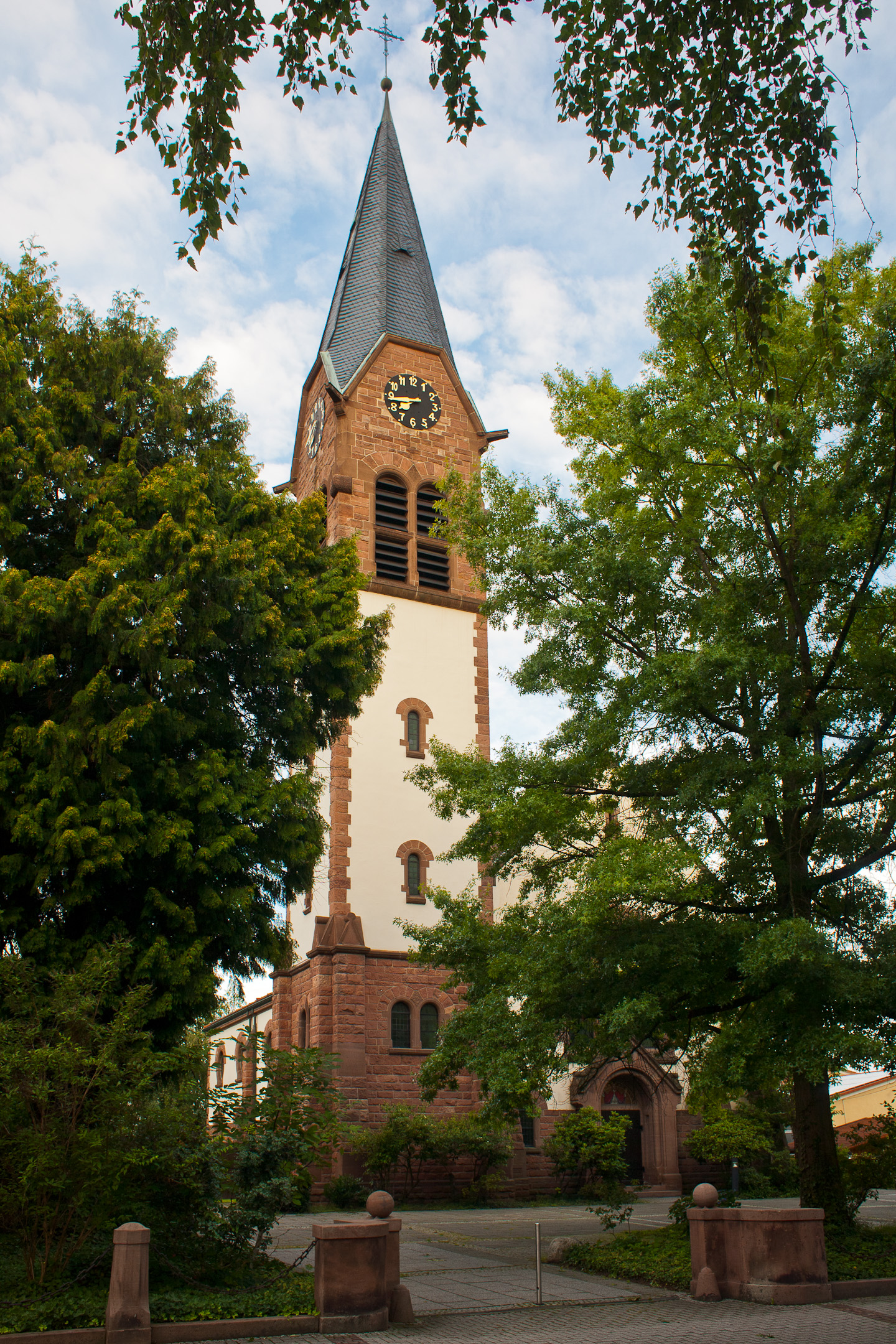
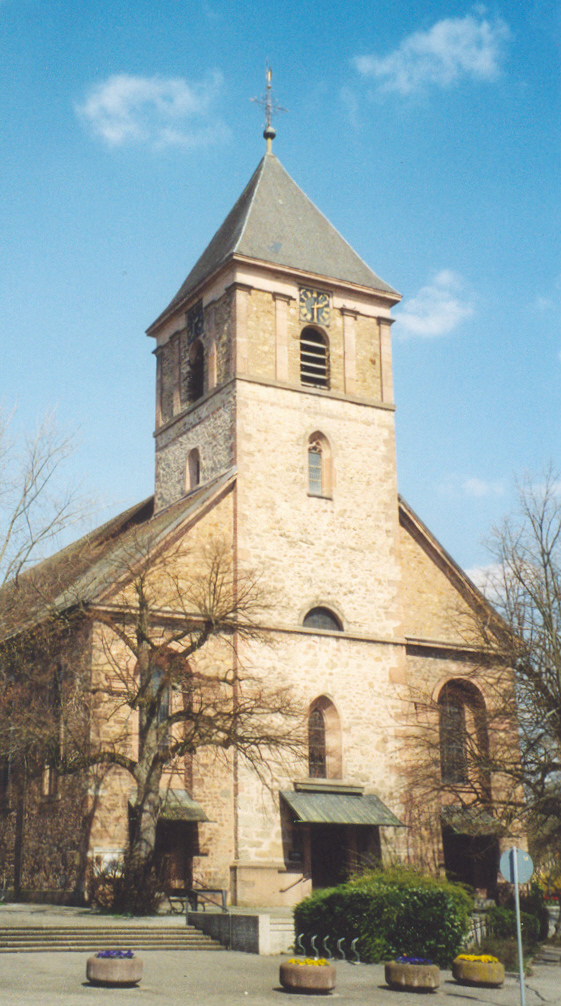
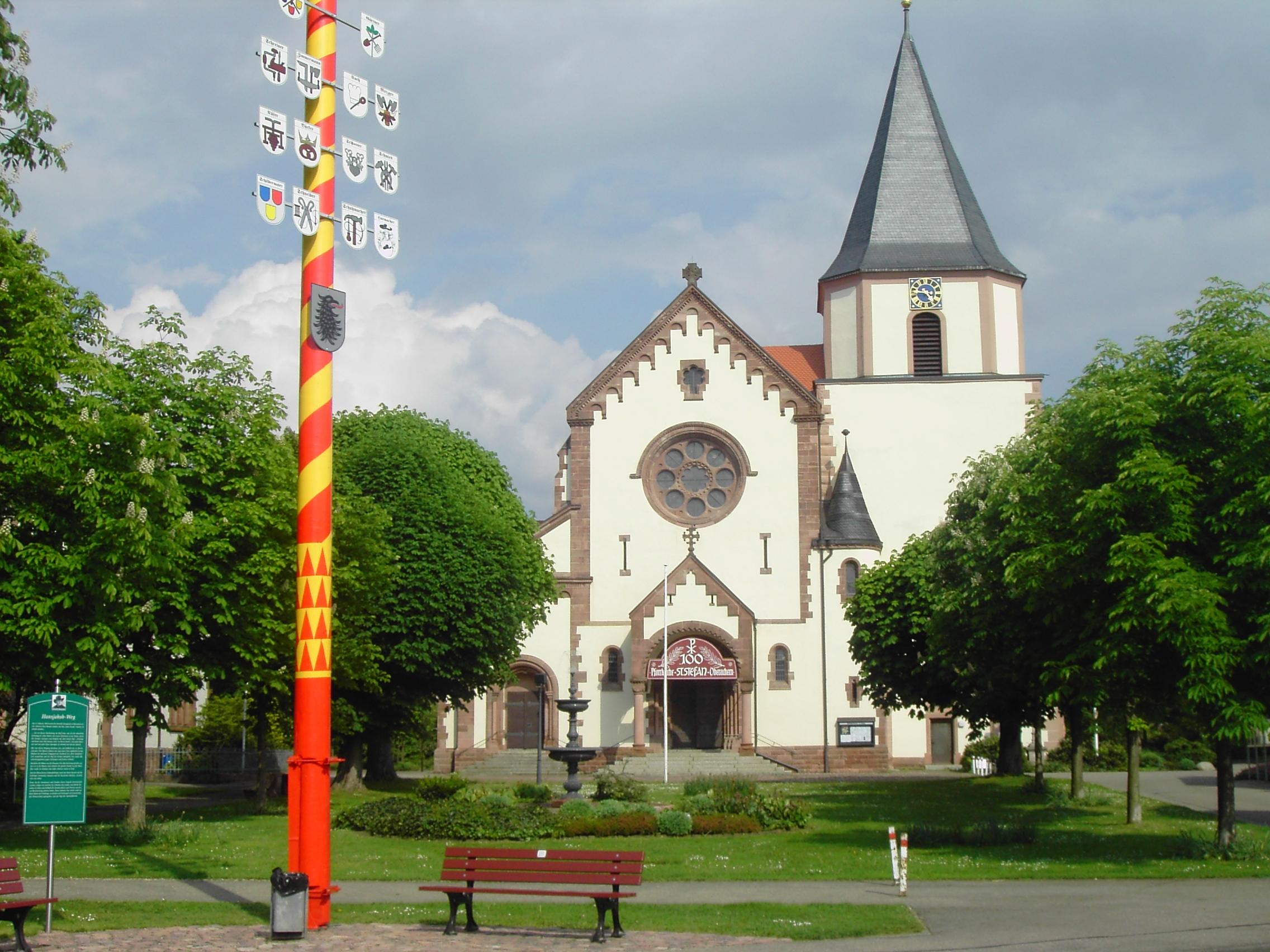
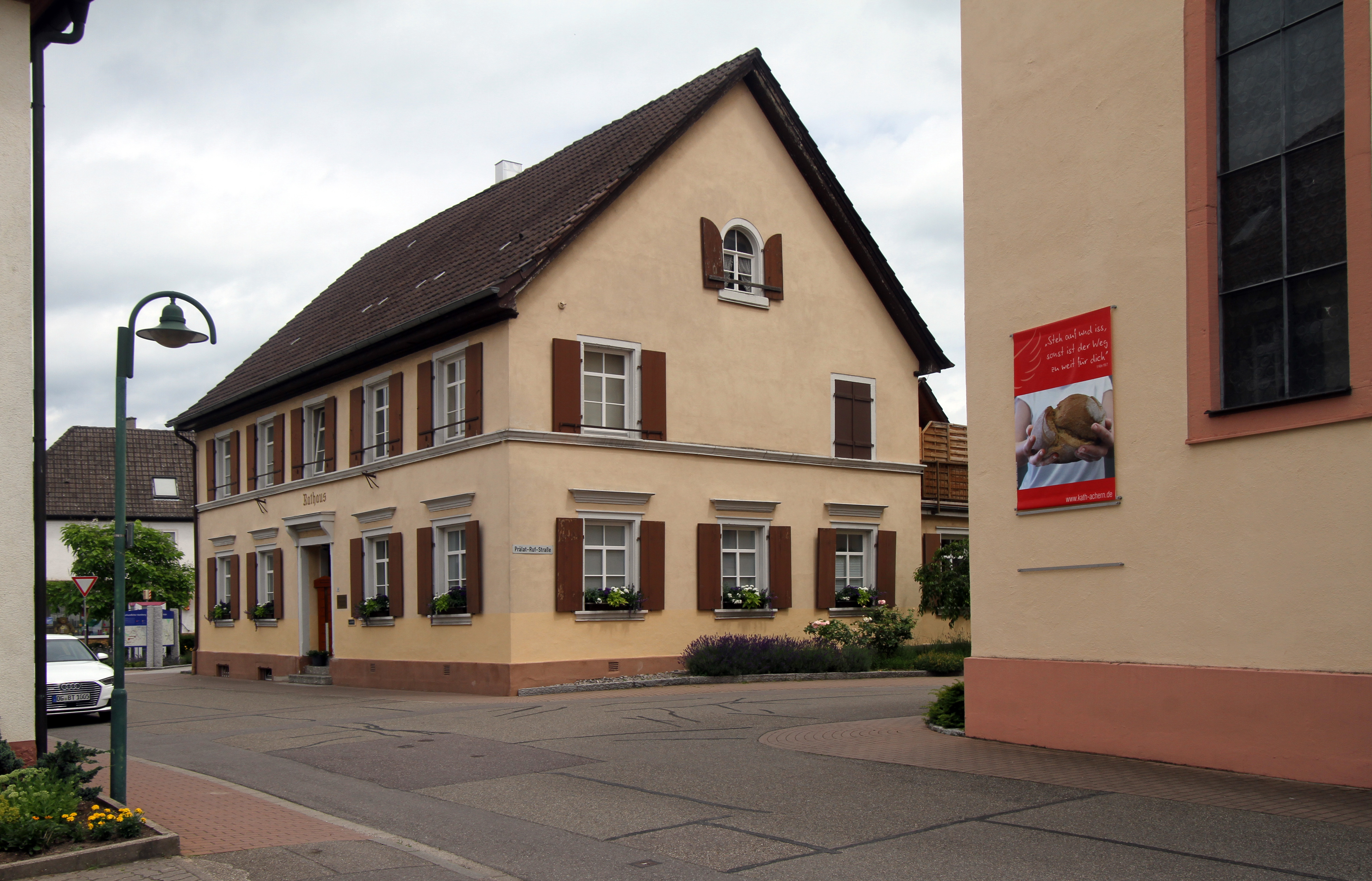
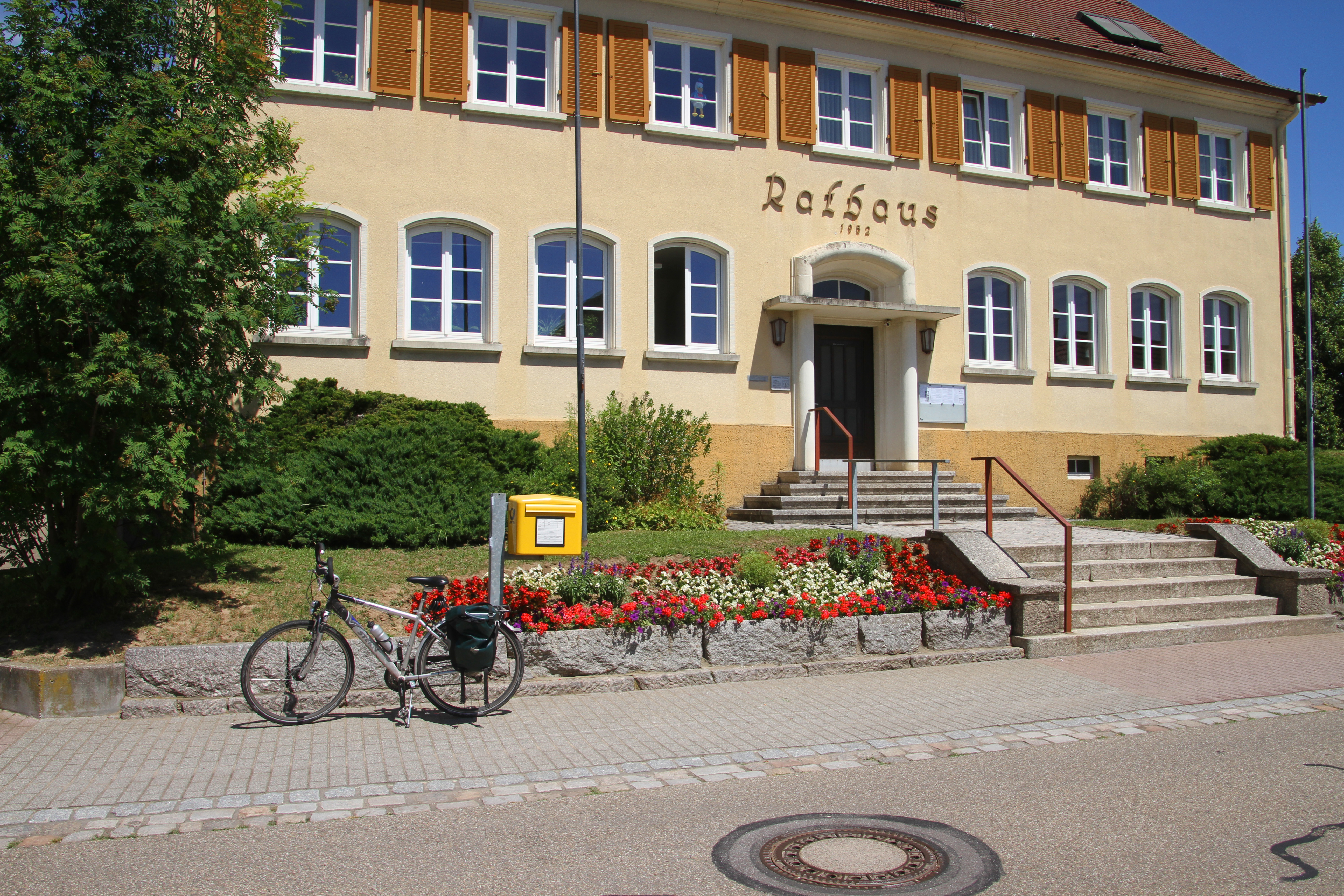

## Önkormányzat
| A városi tanács 2019-ben 26 képviselő az alábbiak szerint: |